# Daniel Candeias
Daniel João Santos Candeias (Fornos de Algodres, 25 februari 1988) is een Portugees voetballer die als vleugelspeler speelt. Hij staat momenteel onder contract bij het Schotse Rangers FC.

## Clubcarrière
Daniel Candeias doorliep de jeugdopleiding van FC Porto. Voor zijn debuut in eerste elftal werd hij uitgeleend aan Varzim SC, een club die toen op het tweede niveau in Portugal speelde. Op 16 augustus 2008 maakte Candeias zijn debuut in de hoofdmacht van FC Porto. In de wedstrijd om de Portugese Supercup tegen Sporting Portugal verving hij in 69e minuut Fredy Guarín. Porto verloor de wedstrijd met 0-2.
In zijn eerste seizoen bij Porto kwam Candeias weinig aan spelen toe. Daarom werd hij in januari 2009 tot het einde van het seizoen uitgeleend aan Rio Ave. In het seizoen 2009-10 werd hij verhuurd aan het Spaanse Recreativo Huelva.
Candeias keerde in de winter van 2010 terug bij Porto, maar al snel volgde een nieuwe leenbeurt. Ditmaal aan Pacos de Ferreira.
In juni 2010 vertrok hij bij FC Porto, want hij tekende bij CD Nacional. Die club leende hem echter direct uit aan Portimonense. Na die verhuurperiode kwam hij tot 85 competitiewedstrijden voor Nacional.
In 2014 vertrok Candeias naar de Portugese topclub Benfica, maar hij heeft hier nooit een wedstrijd gespeeld. Hij had wel succesvolle huurperiodes bij achtereenvolgens 1. FC Nürnberg, Granada, FC Metz en Alanyaspor.
In de zomer 2017 verliet hij Benfica. Hij tekende een contract voor twee jaar bij het Schotse Rangers FC.

## Internationale carrière
Snel nadat Candeias zijn debuut had gemaakt voor FC Porto, werd hij opgeroepen voor Portugal onder-21. Op 5 september 2008 maakte hij zijn debuut voor dat elftal. In 59e minuut vierving hij Vieirinha in de met 0-2 verloren EK-kwalificatie wedstrijd tegen Engeland onder 21.